# Folsomia hrabei
Folsomia hrabei is een springstaartensoort uit de familie van de Isotomidae. De wetenschappelijke naam van de soort is voor het eerst geldig gepubliceerd in 1984 door Rusek.